# Храм Чёрного Света
Мизантропи́ческий Люцифериа́нский О́рден (англ. Misanthropic Luciferian Order, MLO) — в люциферианстве религиозно-оккультный орден, основанный в Швеции в 1995 году; позднее переименован в Храм Чёрного Света (Temple of the Black Light).
В 1999 году после того, как несколько членов MLO были арестованы, была также создана организация «Легион оборотней» (Werewolf Legion), которые сотрудничают с MLO.
Организация, называющаяся сегодня «Храм Чёрного Света», существует не только в Швеции, но также в Нидерландах и Норвегии.
Орден выпустил в 2002 году современный гримуар «Книга Азерат» (Liber Azerate), автором которого является магистр Ордена, брат Немидиал. Книга издавалась на шведском и норвежском. Также, в 2008-м году, Ecclesia Tenebrarum, выполнен перевод книги Liber Azerate на русский язык. По утверждению автора, «Азерат» — это тайное имя 11 антикосмических богов.
Также, Брат Немидиал, является автором книг «Sitra Achra» и «Liber Falxifer»
С Орденом связано убийство, совершённое членом блэк-метал группы «Dissection» Йоном Нёдтвейдтом, и его самоубийство в возрасте 31 года.

## Основные аспекты вероучения
Орден придерживается веры в Хаос. Они считают, что Хаос является бесконечной плоскостью возможностей, чем отличается от Космоса с тремя пространственными и одним временным измерением; также, по их мнению, Хаос описывается как вневременный, в отличие от линейного времени — Хаос не ограничен одномерным временем и является бесформенным, поскольку его пространство постоянно меняется.
В ордене распространено мнение о том, что настоящий сатанист не должен являться частью современного общества, поскольку оно основывается на обмане и Хаос не может реализоваться в реальности, полной лжи. Участники Ордена разделяют нигилистические и крайние неогностические взгляды.
По мнению создателей Ордена, из Эйн Соф были изгнаны три силы, которые должны были освободить место для того, чтобы Чёрный Свет проявился во Внешней тьме. Эти три силы стали тёмными покровами бытия Сатаны. Приверженцы учения обозначают эти силы следующим образом:
- 000 — Тоху — Хаос: Кеметиэль («Корона Богов»).
- 00 — Боху — Пустота: Белиал («Без Бога»).
- 0 — Часек — Тьма: Азиэль («Неопределённость»).

Эти силы, по мнению членов Храма — Гневные Манифестации Эйн, Эйн Соф, Эйн Соф Аур. Также Орден рассматривает эти три силы как Пылающий Трезубец, поднятый над Таумиэлем (это в каббале клипот Кетер). Таким образом, три завесы являются теневой стороной каббалистического древа жизни.
Центральная фигура в учении Ордена — Люцифер, который озаряет людей светом тьмы. По словам Ноксифера, члена Ордена, Храм Чёрного Света изучает все тёмные эзотерические доктрины и практикует чёрную магию, чтобы увеличить силы тёмных богов..

## Деятельность Ордена
Летом 1997 года гомосексуалист алжирец Йозеф Бен Меддур был убит в Гётеборге членами организации — Йоном Нёдтвейдтом и иранцем Владом, его сообщником. Полиция рассматривала это как убийство на почве гомофобии. После ареста полиция обнаружила у Йона и его сообщника сатанинские алтари и человеческий череп. Также, по сообщениям полиции, у культа Храм Чёрного Света совсем немного последователей.
В ходе следствия бывшие члены Ордена сообщили, что их оккультные церемонии проходили с жертвоприношениями животных. Незадолго до убийства бен Меддура Влад высказывался экстремистски и предлагал идею человеческих жертвоприношений и массового самоубийства. Влад и Йон составили список, в котором фигурировали бывшие члены Ордены, участники группы Dissection и девушка Нёдтвейдта. Во время арестов число активных членов Ордена сократилось до трёх — Йон с девушкой и Влад.
В 2004 году Йон Нёдтведйт освободился, а в 2006 году совершил ритуальное самоубийство, застрелившись у себя дома.
Группа Dissection (дэт-блэк-метал), вокалистом которой был Нёдтвейдт, в 2006 году выпустила альбом Reinkaos, тексты которого написаны в соавторстве с братом Немидиалом и были основаны на учениях Ордена. Сам Нёдтвейдт называл свою группу отделом аудиопропаганды сатанизма, а себя — жрецом Сатаны и посвящённым второй ступени.